# Panama Papers

Paesi con politici, funzionari pubblici o collaboratori stretti implicati nel caso

Panama Papers è il nome di un fascicolo riservato digitalizzato composto da 11,5 milioni di documenti confidenziali creato dalla Mossack Fonseca, uno studio legale panamense, che forniva informazioni dettagliate su oltre 214 000 società offshore, includendo le identità degli azionisti e dei manager. I documenti mostrano come individui ricchi, compresi funzionari pubblici, nascondano i loro soldi dal controllo statale. Nei documenti sono menzionati i leader di cinque paesi — Arabia Saudita, Argentina, Emirati Arabi Uniti, Islanda e Ucraina — ma anche funzionari di governo, parenti e collaboratori stretti di vari capi di governo di più di 40 altri paesi; tra questi, Brasile, Cina, Francia, India, Malaysia, Messico, Malta, Pakistan, Regno Unito, Russia, Siria, Spagna e Sud Africa.
La raccolta di oltre 2,6 terabyte, contenente documenti compromettenti risalenti fino agli anni settanta, è stata consegnata al Süddeutsche Zeitung nell'agosto 2015 e conseguentemente al Consorzio Internazionale dei Giornalisti Investigativi (ICIJ nella sua sigla inglese), con sede negli Stati Uniti, affidandosi a chat ed e-mail criptate. I fascicoli sono stati distribuiti ed analizzati da circa 400 giornalisti di 107 organizzazioni informative di oltre 80 paesi. Il primo report basato sul congiunto di documenti è stato pubblicato, assieme a 149 dei documenti stessi, il 3 aprile 2016. Nel suo sito la ICIJ ha inoltre segnalato che agli inizi di maggio dello stesso anno avrebbe pubblicato la lista completa delle compagnie e delle persone coinvolte.

## Studio legale coinvolto
Mossack Fonseca è stato uno studio legale e fornitore di servizi finanziari fondato nel 1977 da Jürgen Mossack e Ramón Fonseca. Le attività dello studio comprendevano l'incorporazione di compagnie in paradisi fiscali, amministrazione di aziende offshore e servizi di gestione finanziaria. Un articolo dell'Economist del 2012 ritiene che sia un'azienda leader nel suo paese. La compagnia ha più di 500 impiegati ed oltre 40 uffici in tutto il mondo. Dalla sua fondazione aveva effettuato operazioni per conto di 300 000 aziende, la maggior parte delle quali sono registrate nel Regno Unito o gestite da cittadini britannici in paradisi fiscali.
Lo studio lavorava con le più grandi istituzioni finanziarie mondiali, come Deutsche Bank, HSBC, Société Générale, Credit Suisse, UBS, Commerzbank e Nordea. Prima della pubblicazione dei Panama Papers, Mossack Fonseca era descritta dall'Economist come una società leader nella gestione di offshore particolarmente riservata.

## Contenuto
Il fascicolo è composto da 11,5 milioni di documenti redatti tra gli anni settanta ed il 2015 dalla Mossack Fonseca, che il The Guardian ha descritto come una delle più grandi aziende di gestione di società offshore del mondo. I 2,6 terabytes di dati includono informazioni su 214 488 imprese offshore.  Gerard Ryle, direttore del Consorzio Internazionale dei Giornalisti Investigativi, crede che questo possa essere "probabilmente il più grande colpo mai assestato al mondo dei paradisi fiscali per via dell'entità dei documenti".
La dimensione totale dei dati fuoriusciti da Mossack Fonseca sminuisce l'entità di tutte le precedenti fughe di notizie, coprendo un periodo compreso tra gli anni settanta ed il 2016. Il congiunto è composto di una cartella per ogni società di comodo, che contiene e-mail, contatti, trascrizioni e documenti digitalizzati. Nel fascicolo sono contenute 4 804 618 e-mail, 3 047 306 file in formato database, 2 154 264 pdf, 1 117 026 immagini, 320 166 file di testo e 2 242 file in altri formati.

### Persone coinvolte
Le prime pubblicazioni hanno evidenziato il coinvolgimento finanziario e politico di svariate figure politiche di rilievo e loro parenti. Per esempio il presidente argentino Mauricio Macri è segnato tra i direttori di una società finanziaria con sede alle Bahamas che non aveva dichiarato durante il suo mandato di sindaco di Buenos Aires; anche se non è chiaro se la rivelazione di tale direzione fosse richiesta. The Guardian riporta che nella fuga di notizie rivela un esteso conflitto di interessi nelle connessioni tra i membri del Comitato Etico della FIFA ed il passato presidente della FIFA Eugenio Figueredo.
Numerosi capi di stato sono stati nominati all'interno dei Panama Papers, oltre al già citato Mauricio Macri, Khalifa bin Zayed Al Nahyan degli Emirati Arabi, Petro Poroshenko dell'Ucraina, Re Salman dell'Arabia Saudita ed il Primo Ministro islandese Sigmundur Davíð Gunnlaugsson. Tra gli ex capi di stato invece: Bidzina Ivanishvili, Primo Ministro georgiano; Ayad Allawi, dell'Iraq, Ali Abu al-Ragheb, della Giordania; Hamad bin Jassim bin Jaber Al Thani, del Qatar, Pavlo Lazarenko, dell'Ucraina, Ahmed al-Mirghani, del Sudan e l'Emiro del Qatar Hamad bin Khalifa Al Thani.
Sono inoltre citati funzionari di governo, ma anche parenti stretti e collaboratori di vari capi di governo di più di 40 paesi. Tra questi Algeria, Angola, Arabia Saudita, Argentina, Azerbaijan, Botswana, Brasile, Cambogia, Cile, Cina, Costa d'Avorio, Ecuador, Egitto, Francia, Ghana, Grecia, Guinea, Honduras, India, Islanda, Israele, Italia, Kazakistan, Kenya, Malesia, Marocco, Messico, Malta, Nigeria, Pakistan, Panamà, Perù, Polonia, Regno Unito, Repubblica Democratica del Congo, Russia, Ruanda, Senegal, Siria, Spagna, Sud Africa, Taiwan, Ungheria, Venezuela e Zambia. Anche se è stato inizialmente notato che non fossero coinvolti cittadini statunitensi nelle rivelazioni, questo è un dato limitato al coinvolgimento diretto.
I documenti pubblicati identificano 61 familiari o collaboratori di primi ministri, presidenti o re, tra questi il cognato del presidente cinese Xi Jinping, il padre del Primo Ministro britannico David Cameron, il figlio del Primo Ministro malese Najib Razak, i figli del Primo Ministro pakistano Nawaz Sharif, e il "contractor preferito" del Presidente messicano Enrique Peña Nieto.
Il nome di Vladimir Putin non appare in nessuno dei documenti secondo quanto riferisce The Guardian, ma il giornale ha pubblicato un lungo articolo in prima pagina riguardo ai tre amici del presidente russo che compaiono nella lista, affermando che il successo negli affari di questi amici "non avrebbe potuto essere assicurato senza il suo sostegno". Ad esempio viene menzionato Sergei Roldugin, come il "miglior amico" di Putin. Rodulgin è un violoncellista e ha dichiarato di non essere un uomo d'affari, ma che ha un "apparente controllo di una serie di azioni dal valore di almeno $100m, probabilmente di più."
Il presidente ucraino Petro Poroshenko aveva promesso agli elettori che avrebbe venduto la sua fabbrica di dolciumi, la Roshen, quando si è candidato per la carica nel 2014. Nei documenti portati alla luce dall'inchiesta risulta invece che aveva fondato una holding in un paradiso fiscale per spostare la sua attività nelle Isole Vergini britanniche, eludendo così milioni di dollari in tasse ucraine.

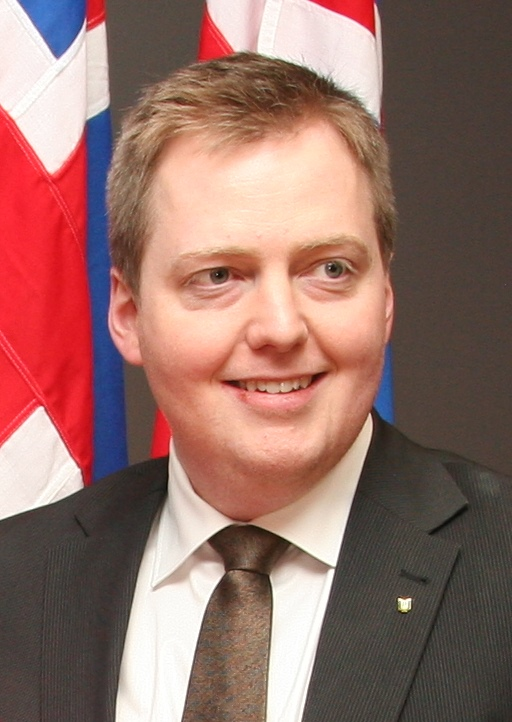
Primo Ministro Islandese Sigmundur Davíð Gunnlaugsson

I fascicoli mostrano anche come il Primo Ministro islandese Sigmundur Davíð Gunnlaugsson ha avuto un interesse non dichiarato nel fallimento delle banche del suo paese, nascosto tramite l'utilizzo di società offshore. I documenti pubblicati riportano che lui e sua moglie comprarono la Wintris Inc. - una società offshore - nel 2007. Secondo la ICIJ l'avrebbero comprata "da Mossack Fonseca attraverso la filiale lussemburghese della Landsbanki, una delle tre grandi banche islandesi". Gunnlaugsson non dichiarò la sua connessione con la compagnia quando entrò nel parlamento nel 2009, vendendo il suo 50% della Wintris a sua moglie, otto mesi dopo, per un dollaro. Il Primo Ministro Islandese ha ricevuto richieste di dimissioni, ma il 4 aprile ha dichiarato in diretta che non avrebbe rassegnato le sue dimissioni, riferendosi alle rivelazioni dei Panama Papers come "niente di nuovo". Ha affermato che non ha infranto nessuna regola, e sua moglie non ha beneficiato finanziariamente dalle sue decisioni. Il 5 aprile 2016 si è però dimesso a seguito di imponenti manifestazioni di piazza.
In Spagna, ci sono molti uomini d'affari e personaggi citati. Ad esempio, mettendo in evidenza Pilar de Borbón, sorella del re Juan Carlos I, che abdicò nel 2014, il ministro dell'Industria José Manuel Soria, o pronipoti del dittatore Franco.
Sono presenti nei Panama Papers anche diversi imprenditori connessi con l'associazione mondiale calcistica, la FIFA, tra cui l'ex presidente della CONMEBOL Eugenio Figueredo, l'ex Presidente della UEFA Michel Platini, l'ex Segretario Generale della FIFA Jérôme Valcke, come anche il giocatore argentino Lionel Messi e il vicepresidente di Futbol Club Barcelona, Carles Villarubí.

### Società
Mossack Fonseca ha gestito oltre 300 000 società nel corso di oltre 40 anni di attività, raggiungendo le 80 000 società attive nel 2009. Nei Panama Papers appaiono oltre 210 000 società in 21 giurisdizioni ritenute paradisi fiscali, più della metà delle quali sono state incorporate nelle Isole Vergini britanniche o a Panama, alle Bahamas, alle Seychelles, Niue o Samoa. Durante la sua attività, Mossack Fonseca ha lavorato con clienti da più di 100 paesi; la maggior parte delle aziende con sede a Isole Vergini britanniche, Hong Kong, in Svizzera, nel Regno Unito, in Lussemburgo, a Cipro o nella stessa Panama. Mossack Fonseca ha collaborato anche con più di 14 000 banche, studi legali, società di incorporazione ed altri per fondare aziende, fondazioni e trust per questi clienti. Oltre 500 banche hanno registrato quasi 15 600 società di comodo con Mossack Fonseca. Dexia (Lussemburgo), J. Safra Sarasin (Lussemburgo), Credit Suisse (Isole del Canale) e UBS (Svizzera) hanno tutte richiesto almeno 500 società offshore per i loro clienti, mentre Nordea (Lussemburgo) ne ha richieste circa 400.